# 詹秉熙
詹秉熙（英語：Jim Ping Hei，1960年12月23日—），香港影視演員，祖籍福建，入行前從事珠寶業。其經正式上契之契妹為前藝人顏仟汶。詹秉熙於1984年加入無綫電視藝員訓練班。同年畢業後成為旗下藝人，並憑參演出道作《畫出彩虹》而走紅。他於1990年代往後先後數次遊走於無綫電視、亞洲電視以及電影圈之間。

## 背景

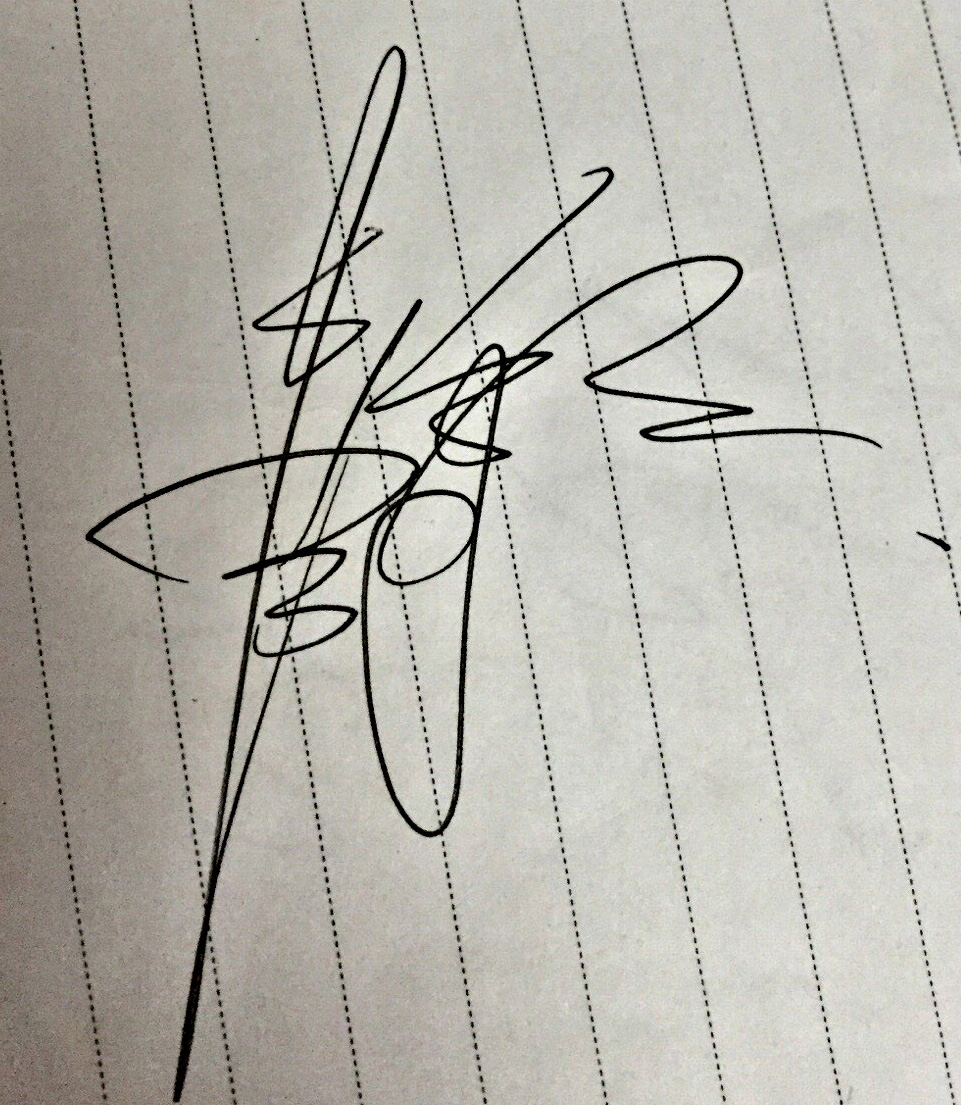
詹秉熙的簽名

詹秉熙在香港出生，早年在九龍長沙灣蘇屋邨杜鵑樓長大，有三名胞兄。父母為珠寶商人。詹曾就讀蘇屋幼稚園（1967年畢業）、蘇屋北官立小學和萃華英文書院。18歲前是民安隊少年團、聖約翰救傷隊與香港紅十字會青年團成員，又會考取「愛丁堡公爵獎勵計劃」獎章。其讀書成績一般，時常逃學。中五畢業後當謝瑞麟珠寶出納部學徒。他當時主要在公司各區分店收集需要加工調整的成品。然後運送到工場進行加工，再派送到分店門面。詹在三年工作期間的後期時間負責於謝瑞麟珠寶總行及其他珠寶公司的門市當銷售員。直至有一次於尖沙咀街頭被有「鬼才星探」之稱的星探趙潤勤發掘而開始任職廣告模特兒。其中一個拍攝過的平面廣告計有新世界中心最初落成時的宣傳海報。因工作不多，所以詹同時從事珠寶行業和模特兒工作。他在1984年之前已認識洪羅拔。同年經其為自己填寫訓練班報名表格而成為無綫電視藝員訓練班學員。他出身於無綫電視。1984年從無綫電視藝員訓練班改制後訓練期為三個月的第一期藝員招募班出道；同屆畢業獲簽約者尚有陳榮峻、霍家禮、許建邦、龔慈恩等人。詹秉熙同年便在受訓時期參演首部電視作品《畫出彩虹》，擔正第一男主角，與張曼玉在劇中飾演一對情人。
他原本初出道時曾是無綫打算力捧的對象，星途一度備受看好；但他拍畢《畫出彩虹》後不久就因為得罪高層而被雪藏，事隔二年後才再有機會拍劇。而解凍後的他已不再受捧。及後演藝生涯起伏不定。自從完成《畫出彩虹》的拍攝工作後，公司派了為期一個月的保良局為社區服務特輯工作予他，且把他調到《歡樂今宵》的節目組與張兆輝和林偉健一同當「活力先生」。一年間完全沒有被安排飾演其他電視劇角色。詹與無綫的合約在1989年4月完結。適逢當時無綫電視高層跳槽亞洲電視，他在談不成續約一事的情況下獲何家聯邀請加入亞洲電視，合約期為三年。1993年合約結束後為不同的馬來西亞製作公司如「山水影視製作」拍攝作品。後加入電影圈拍攝多部電影。1990年代中期又回到無綫，但只能演出二、三綫角色，後期又再轉至亞視。1999年他再次加入電影圈，更一度拍攝三級片。由於亞視減少劇集製作，他亮相的機會因而不多。
在2000年代，詹在他朋友的裝修公司兼職從事裝修量度與繪畫平面圖工作。2016年自立門戶，與林偉健等人合資開設裝修公司，接洽中國內地生意。2018年簽約為邵氏兄弟藝員。此前曾是香港電視網絡合約藝人。另外，詹秉熙是明星足球隊的成員。也是電視演藝體育會（視藝會）足球隊的隊員。

## 個人生活
詹秉熙出道初期曾與女演員黃造時和劉淑儀拍拖。他於2019年與結婚31年的妻子辦理離婚手續，仳離的其中一個原因是詹的契妹顏仟汶被指介入其婚姻。

## 參演作品
*以下列表只記錄詹秉熙演出過的劇集作品，若有遺漏，請協助補充相關資料。

### 電視劇（無綫電視）
| 首播   | 節目名稱           | 角色       | 備註                                              |
| 1984年 | 畫出彩虹           | 鄧建邦     | 第一男主角                                        |
| 1986年 | 流氓大亨           | 鍾偉賢     |                                                   |
| 1986年 | 赤腳紳士           | 伍世昌     | 第二男主角                                        |
| 1986年 | 黃大仙             | 淮南四公子 | 第11集                                            |
| 1986年 | 寶蓮燈             | 韓湘子     |                                                   |
| 1987年 | 成吉思汗           | 別勒古台   |                                                   |
| 1987年 | 大城小子           | 王家明兄長 |                                                   |
| 1987年 | 天龍神劍           | 白鶴       |                                                   |
| 1988年 | 名門               | 段玉琨     |                                                   |
| 1988年 | 飛躍霓裳           | 林偉       |                                                   |
| 1988年 | 七情十三篇         |            | 單元：血網迷情                                    |
| 1989年 | 連城訣             | 吳坎       |                                                   |
| 1992年 | 夢斷銀城           |            |                                                   |
| 1995年 | 刑事偵緝檔案II     | 王忠信     | 檔案十二：穿醫袍的屍體                            |
| 1995年 | 刀馬旦             | 吳優       |                                                   |
| 1995年 | 神雕侠侣           | 耶律齊     |                                                   |
| 1995年 | 包青天             | 惠王爺     | 單元四：七子護京華（第17-20集）                   |
| 1995年 | 廉政英雌之火槍柔情 |            |                                                   |
| 1996年 | 900重案追凶        | 許令郎     | 單元四：迷難困局－法醫官密室殺人事件（第13-16集） |
| 1996年 | 廉政行動組         | Paul       |                                                   |
| 1996年 | 河東獅吼           | 八賢王     |                                                   |
| 1996年 | 十三密殺令         | 明世宗     |                                                   |
| 1997年 | 大刺客             | 伊盾       | 第一單元：魚腸劍 （春秋時代）                     |
| 1997年 | 苗翠花             | 王國興     |                                                   |
| 1997年 | 廉政追緝令         | 邱建邦     |                                                   |
| 2019年 | 解決師             | John       |                                                   |
| 2024年 | 逆天奇案2          | 井Sir      | （特別演出第26、27集）                            |

### 電視劇（亞洲電視）
| 首播   | 節目名稱     | 角色       | 備註                          |
| 1990年 | 佳偶天成     |            |                               |
| 1990年 | 鬼做你老婆   | 林思俊     |                               |
| 1990年 | 我係Tuna Fi  | 朱潤祥     |                               |
| 1991年 | 劍神         | 黑智七郎太 |                               |
| 1991年 | 乖女也瘋狂   | 許瑞安     |                               |
| 1991年 | 劍三十       | 鄧八臂     | 龍翔鳳舞                      |
| 1991年 | 香港奇案     |            | 單元：女星何價 單元：北地胭脂 |
| 1991年 | 中環英雄     |            |                               |
| 1992年 | 卿本男兒     |            | 鐳射劇場系列劇集              |
| 1998年 | 穆桂英       | 蔡亭       |                               |
| 1998年 | 曲終情未了   | 陸其昌     |                               |
| 1999年 | 海瑞鬥嚴嵩   | 嘉靖帝     |                               |
| 1999年 | 肥貓正傳II   | 導演       |                               |
| 2005年 | 危險人物     | 馬義       | 單元：賭命                    |
| 2006年 | 香港奇案實錄 | 謝建基     | 第5至9集：重裝悍匪            |
| 2008年 | 火蝴蝶       | 章學廉     |                               |

### 電視劇（香港電視）
| 首播   | 節目名稱       | 角色       | 備註                    |
| 2014年 | 來生不做香港人 | 陳總       |                         |
| 2015年 | 選戰           | 李宗齊     |                         |
| 2015年 | 第二人生       | 劉子蘇     |                         |
| 2015年 | 導火新聞線     | 苗匯堃     |                         |
| 2015年 | 歲月樓情       | 古豐年     |                         |
| 2015年 | 我阿媽係黑玫瑰 | 律師       |                         |
| 2015年 | 夜班           | 肥仔父親   |                         |
| 2015年 | 末日+5         | 葉啟發     | 單元四：出軌            |
| 2015年 | 開腦儆探       | 高志摩上司 | 平行空間（第10 - 13集） |

### 電視劇（邵氏兄弟）
| 首播   | 節目名稱       | 角色            | 備註 |
| 2019年 | 飛虎之雷霆極戰 | 張Sir           |      |
| 2023年 | 廉政狙擊       | 高明駿（高sir） |      |

### 電視劇（其他）
- 2006年：《賭海迷徒2006》 飾 阿文（第五集：《錢塵往事三串七》、香港電台）
- 2012年：《火速救兵II》 飾 鄭Sir（第二集：《蓄勢待發》、香港電台）
- 2017年：《詭探》 飾 David（第29集、ViuTV）

### 電視電影（無綫電視）
- 1988年：《諜血黃埔灘》 飾 陳強
- 1996年：《出更二人組》 飾 Sam

### 電影
- 1987年：香港小姐寫真 飾 李倩蓓弟弟
- 1988年：警察故事續集 飾 阿輝
- 1990年：老虎出更2 飾 拖車司機
- 1991年：海狼
- 1991年：賭尊
- 1991年：滾滾紅唇
- 1992年：特技情緣
- 1992年：特區着草二人組
- 1993年：霸海紅英
- 1993年：現代情慾篇之換妻檔案 飾 小強
- 1993年：蝦碌情聖
- 1993年：慾燄狂情 飾 小豹
- 1999年：虐殺地帶 飾 Ray
- 1999年：賭王千霸之爛命賭王
- 1999年：風月寶鑑之婬亂英雄傳
- 1999年：水滸傳之英雄好色 飾 張青
- 1999年：賭王千霸之偷龍轉鳳 飾 肖俊
- 2001年：絕望邊緣
- 2002年：刑偵檔案之血謎殺 飾 方日華
- 2003年：失槍72小時 飾 便衣探員
- 2003年：龍拳不敗 飾 夏樂明
- 2007年：登機門 飾 工人（法國電影）
- 2009年：荷花三娘子 飾 宗湘若
- 2009年：連鎖 飾 楊於畏
- 2012年：紮職
- 2016年：哥基王子
- 2016年：三人行 飾 李卓熙
- 2019年：極闘7 DX-29 飾 James

## 舞台劇
- 2017年：《我是過來人之香港情》 飾 亞祥

## 節目演出／嘉賓
- 1986年：《歡樂今宵》-〈金像獎歌曲頒獎典禮1986〉 飾 鍾腎濤（無綫電視）
- 2007年：《電視風雲50年》（嘉賓、第二集：男星在電視圈的日子、亞洲電視）
- 2008年：《今日法庭》（第33至34集、〈失婚婦縱火復仇〉、亞洲電視）
- 2017年：《我愛EYT》（第1集、無綫電視）

## 廣告
- 2015年：香港健麗美容集團（平面廣告）
- 2021年：香港健麗眼袋治療中心（平面廣告）

## 外部連結
- 詹秉熙的Facebook專頁
- 詹秉熙的新浪微博